# Reno (1939)
Reno is een Amerikaanse dramafilm uit 1939 onder regie van John Farrow.

## Verhaal
De stad Reno in Nevada groeit van een kleine mijnstad tot een belangrijke gokstad. De advocaat Bill Shear komt naar Reno om er een praktijk voor echtscheiding op te zetten. Hij is zozeer bezig met zijn werk dat hij geen tijd meer heeft voor zijn vrouw en zij hem uiteindelijk in de steek laat. Als gevolg daarvan wordt hij ook nog eens geroyeerd.

## Rolverdeling
| Acteur           | Personage            |
| ---------------- | -------------------- |
| Richard Dix      | Bill Shear           |
| Gail Patrick     | Jessie Shayne        |
| Anita Louise     | Joanne Ryder         |
| Paul Cavanagh    | John R. Banton       |
| Laura Hope Crews | Mevrouw Gardner      |
| Louis Jean Heydt | Rechter Jimmy Howard |
| Hobert Cavanaugh | Abe Compass          |
| Charles Halton   | Augustus Welch       |
| Astrid Allwyn    | Flora McKenzie       |
| Joyce Compton    | Bonnie Newcomb       |
| Frank Faylen     | J. Hezmer Briggs     |
| William Haade    | George Fields        |